# Aseptis monica
Aseptis monica är en fjärilsart som beskrevs av Barnes och Mcdunnough 1918. Aseptis monica ingår i släktet Aseptis och familjen nattflyn. Inga underarter finns listade i Catalogue of Life.